# Коньчиці (Нижньосілезьке воєводство)
Коньчиці (пол. Kończyce, нім. Kunzendorf) — село в Польщі, у гміні Доманюв Олавського повіту Нижньосілезького воєводства.
Населення — 227 осіб (2011).
У 1975—1998 роках село належало до Вроцлавського воєводства.

## Демографія
Демографічна структура станом на 31 березня 2011 року:
|          | Загалом | Допрацездатний вік | Працездатний вік | Постпрацездатний вік |
| -------- | ------- | ------------------ | ---------------- | -------------------- |
| Чоловіки | 105     | 24                 | 68               | 13                   |
| Жінки    | 122     | 25                 | 68               | 29                   |
| Разом    | 227     | 49                 | 136              | 42                   |

## Уродженці
- Рудольф Абрагамчик (1920—1996) — пілот люфтваффе, обер-лейтенант.